# Блевака (вулкан, Ахтанизовское сельское поселение)
Блева́ка (также Ахтани́зовская блева́ка, Ахтани́зовская со́пка, Блево́ка) — грязевой вулкан, расположенный на юго-западе станицы Ахтанизовской в Темрюкском районе Краснодарского края, Россия.
Состоит из темно-серого известнякового куполообразного основания и голубовато-серого глинистого конуса, покрытого засохшей серой брекчией и поднимающегося до высоты 67 м. Активность вулкана слабая, извержения происходят через временные сальзы, основное жерло не действует.
Вулкан является главной достопримечательностью станицы.